# Slovakia Summit 2005

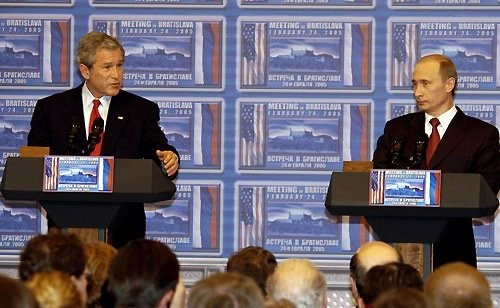
George Bush a Vladimir Putin

Slovakia Summit 2005 nebo Bratislavský summit roku 2005 bylo setkání prezidenta USA George W. Bushe a prezidenta Ruské federace Vladimira Putina v Bratislavě. Uskutečnilo se 23. až 25. února 2005. Byla to první návštěva úřadujícího prezidenta USA ve Slovenské republice.
Dalšími účastníky setkání byli ministryně zahraničí USA Condoleezza Riceová a ministr zahraničních věcí Ruské federace Sergej Lavrov, jakož i první dámy obou prezidentů, Laura Bushová a Ludmila Putinová.

## Bushova evropská cesta před summitem
Před summitem Bush přicestoval do Bruselu a setkal se s některými evropskými lídry a představiteli Evropské unie a NATO, včetně Tonyho Blaira, Silvia Berlusconiho, Jacquese Chiraca a Javiera Solany. Také se setkal s Viktorem Juščenkem, novým prezidentem Ukrajiny, a vystoupil s projevem vykreslující jeho politiku zaměřenou na občany Evropy. Pak odcestoval do Frankfurtu a setkal se s Gerhardem Schröderem. Dodatečně Condoleezza Rice strávila týden v evropských hlavních městech.

## Summit
Bush měl naplánováno setkání se slovenskými lídry včetně prezidenta Ivana Gašparoviče, premiéra Mikuláše Dzurindy a předsedy Národní rady SR Pavla Hrušovského. 24. února Bush vystoupil s projevem na Hviezdoslavově náměstí v Bratislavě.
Témata diskuse na summitu byla oficiálně soukromá, ale očekávalo se, že obsáhnou Severní Koreu a její nukleární program, izraelsko-palestinský konflikt, situaci v Iráku, Libanonu a v Sýrii, a ruskou politiku. Jedním z předmětů summitu bylo zlepšení vzájemných vztahů mezi USA a Evropou.
Obě první dámy navštívily známý Primaciální palác. První dáma USA otevřela oddělení Univerzitní knihovny v Bratislavě (která byla v té době zrestaurována) věnované americké literatuře a studiím. O den později první dáma Ruska otevřela podobné oddělení pro ruskou literaturu v téže knihovně.

## Bezpečnost
Vrcholným zájmem byla bezpečnost všech účastníků summitu. Ozbrojené síly Slovenské republiky a vláda Slovenské republiky poskytly zdroje k zajištění každého jednotlivce. Mezi nasazenými bylo:
- 5 000 policistů
- 400 vojáků
- S-300 – protiletadlový raketový systém v pohotovosti
- chemická laboratoř - připraveno pro případ chemického útoku
- permanentní dohled nad vzdušným prostorem nad Bratislavou stíhačkami MiG-29